# Виллар-Сен-Панкрас
Вилла́р-Сен-Панкра́с (фр. Villar-Saint-Pancrace, окс. Vilard Sant Pancraci) — коммуна во Франции, находится в регионе Прованс — Альпы — Лазурный Берег. Департамент коммуны — Верхние Альпы. Входит в состав кантона Южный Бриансон. Округ коммуны — Бриансон.
Код INSEE коммуны — 05183.

## Население
Население коммуны на 2008 год составляло 1452 человека.
| 1962 | 1968 | 1975 | 1982 | 1990 | 1999 | 2008 |
| ---- | ---- | ---- | ---- | ---- | ---- | ---- |
| 899  | 960  | 1023 | 1117 | 1287 | 1410 | 1452 |

## Экономика

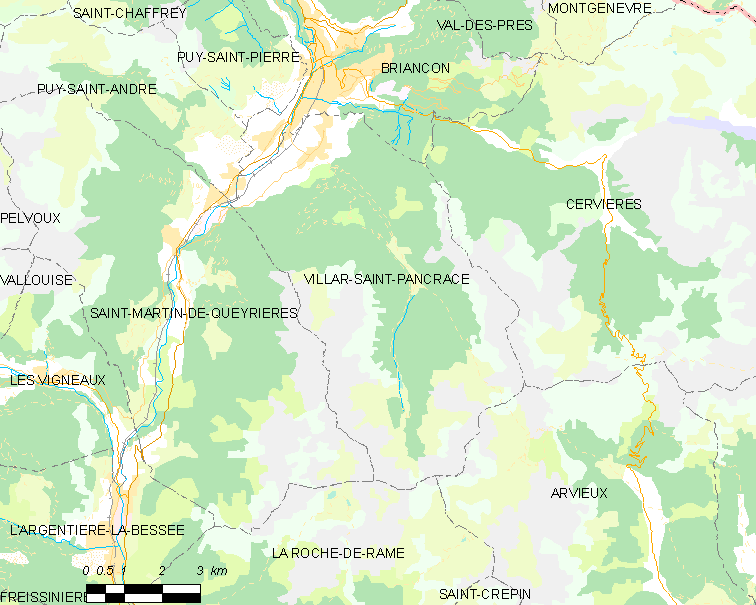
Карта коммуны

В 2007 году среди 932 человек в трудоспособном возрасте (15—64 лет) 690 были экономически активными, 242 — неактивными (показатель активности — 74,0 %, в 1999 году было 69,5 %). Из 690 активных работали 663 человека (359 мужчин и 304 женщины), безработных было 27 (12 мужчин и 15 женщин). Среди 242 неактивных 78 человек были учениками или студентами, 89 — пенсионерами, 75 были неактивными по другим причинам.